# Hemioedema
Genre
Hemioedema est un genre d'holothuries (concombres de mer) de la famille des Cucumariidae. 

## Liste des espèces
Selon World Register of Marine Species (11 mars 2015) :
- Hemioedema albofusca Cherbonnier, 1958
- Hemioedema goreensis Cherbonnier, 1949
- Hemioedema gruveli Hérouard, 1929
- Hemioedema multipodia Cherbonnier, 1973
- Hemioedema spectabilis (Ludwig, 1883)